# Recurs d'inconstitucionalitat a Espanya
El recurs d'inconstitucionalitat a Espanya és una eina jurídica que permet valorar al Tribunal Constitucional la constitucionalitat o no d'una norma amb rang de llei. Es presenta en els primers mesos després de l'aprovació de la norma impugnada i els legitimats per presentar-lo són òrgans de naturalesa política, de manera que el recurs d'inconstitucionalitat es configura com un control de la constitucionalitat de les noves normes lligat a les institucions polítiques, a diferència de la qüestió d'inconstitucionalitat, que pot plantejar qualsevol jutge en qualsevol moment.

## Marc legal
El dret al recurs d'inconstitucionalitat ve regulat a l'estat espanyol pel que diu la mateixa Constitució Espanyola i el que regula la llei 2/1979 del Tribunal Constitucional.

## Suspensió de la norma
- En el cas d'una norma amb rang de llei estatal, la norma segueix vigent fins que hi hagi resolució.
- En el cas d'una norma amb rang de llei autonòmica, el Tribunal Constitucional, una vegada admet a tràmit el recurs pot en funció del que diu l'article 161.2 de la Constitució[2] suspendre la norma per un període de cinc mesos, a partir dels quals haurà de dictar sentència o tornar a elevar la norma.[4]

## Objecte
Lleis o disposicions normatives o actes amb força de llei, tractats internacionals, reglaments del Congrés i el Senat, lleis,actes i disposicions normatives autonòmiques amb força de llei i els reglaments de les assemblees legislatives autonòmiques.

## Legitimació
Pot interposar recurs d'inconstitucionalitat les següents persones físiques o jurídiques:
- El President del govern espanyol
- El Defensor del poble
- 50 diputats del Congrés dels diputats
- 50 senadors
- Els governs de les comunitats autònomes
- Les assemblees legislatives de les comunitats autònomes

## Interposició del recurs
El recurs es pot interposar dins el termini de tres mesos des de la publicació de la llei al BOE, excepte si la comissió bilateral de cooperació entre l'Estat i una comunitat autònoma obre negociacions per tal d'evitar el recurs; en aquest cas el termini seria de nou mesos però només pel president del govern i per aquella comunitat autònoma.
En la interposició del recurs, la part demandant ha de dir quina part de la llei vulnera la Constitució Espanyol i quina part de la Constitució és vulnerada. De la mateixa manera, una vegada interposat el recurs es donarà coneixement a totes les parts per si volen recórrer.2019